# آزنالکینو
آزنالکینو (انگلیسی: Aznalkino) یک شهرک در شهرستان بلورتسکی باشقیرستان کشور روسیه است.